# Championnat d'Amérique du Sud masculin de volley-ball des moins de 19 ans

## Palmarès
| Année | Organisateur      | Champion  | Finaliste | Troisième | Quatrième |
| ----- | ----------------- | --------- | --------- | --------- | --------- |
| 1978  | Buenos Aires      | Brésil    | Argentine | Venezuela | Paraguay  |
| 1980  | São Paulo         | Brésil    | Argentine | Venezuela | Chili     |
| 1982  | Asuncion          | Brésil    | Argentine | Paraguay  | Chili     |
| 1984  | Santiago du Chili | Brésil    | Argentine | Chili     | -         |
| 1986  | Lima              | Brésil    | Argentine | Chili     | Colombie  |
| 1988  | Córdoba           | Brésil    | Argentine | Chili     | Pérou     |
| 1990  | La Paz            | Brésil    | Argentine | Venezuela | Paraguay  |
| 1992  | Valencia          | Brésil    | Argentine | Colombie  | Venezuela |
| 1994  | Caracas           | Brésil    | Venezuela | Colombie  | Pérou     |
| 1996  | Asuncion          | Brésil    | Venezuela | Colombie  | Argentine |
| 1998  | Quito             | Brésil    | Venezuela | Colombie  | Argentine |
| 2000  | Neuquén           | Brésil    | Venezuela | Argentine | Colombie  |
| 2002  | Santiago du Chili | Brésil    | Argentine | Venezuela | Chili     |
| 2004  | Cali              | Brésil    | Argentine | Colombie  | Chili     |
| 2006  | Rosario           | Brésil    | Argentine | Venezuela | Chili     |
| 2008  | Poços de Caldas   | Argentine | Brésil    | Venezuela | Chili     |
| 2010  | La Guaira         | Argentine | Brésil    | Venezuela | Colombie  |
| 2012  | Santiago du Chili | Brésil    | Argentine | Chili     | Venezuela |
| 2014  | Paipa             | Argentine | Brésil    | Chili     | Colombie  |
| 2016  | Lima              | Argentine | Brésil    | Colombie  | Bolivie   |
| 2018  | Sopó              | Brésil    | Argentine | Colombie  | Bolivie   |
| 2022  | Araguari          | Argentine | Brésil    | Colombie  | Chili     |
| 2024  | Araguari          | Argentine | Brésil    | Colombie  | Chili     |

## Tableau des médailles
| Rang | Pays      | Médaille d'or | Médaille d'argent | Médaille de bronze | Total |
| 1    | Brésil    | 17            | 6                 | 0                  | 23    |
| 2    | Argentine | 6             | 13                | 1                  | 20    |
| 3    | Venezuela | 0             | 4                 | 7                  | 11    |
| 4    | Colombie  | 0             | 0                 | 9                  | 9     |
| 4    | Chili     | 0             | 0                 | 5                  | 5     |
| 6    | Paraguay  | 0             | 0                 | 1                  | 1     |